# Al-Nasr SC
L'Al Nasr Sporting Club (àrab: نادي النصر الرياضي, Nādī an-Naṣr ar-Riyāḍī, ‘Club Esportiu de la Victòria’) és un club de futbol de Kuwait de la ciutat de Al Farwaniyah.
Va ser fundat el 8 de juny de 1965. Va ser finalista de la Copa Federació la temporada 2010-2011.

## Palmarès

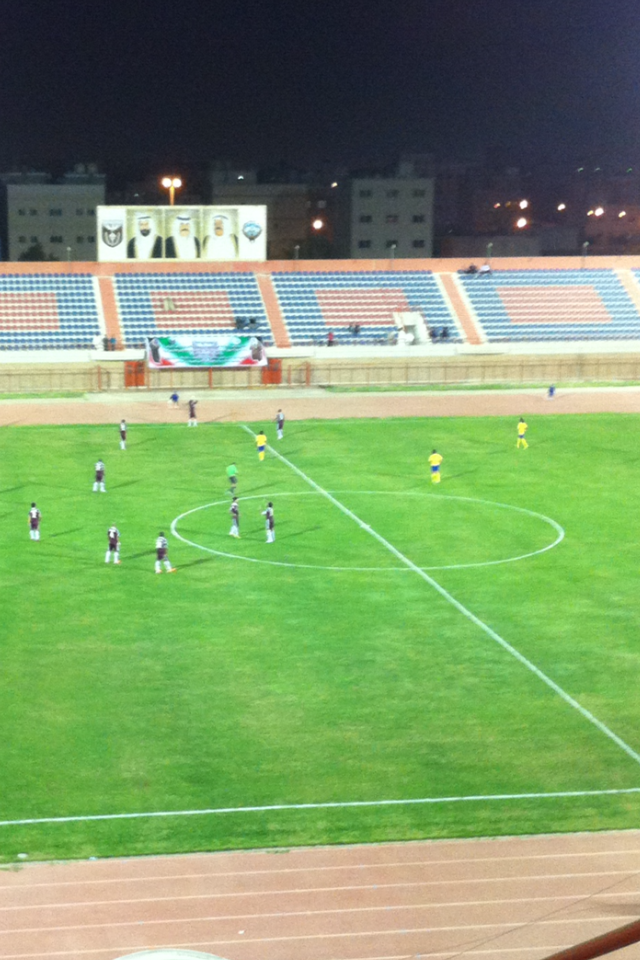
Estadi Ali Al-Salem Al-Sabah.

- Segona Divisió de Kuwait:
  - 1977/78, 1986/87, 2006/07